# Псалом 97

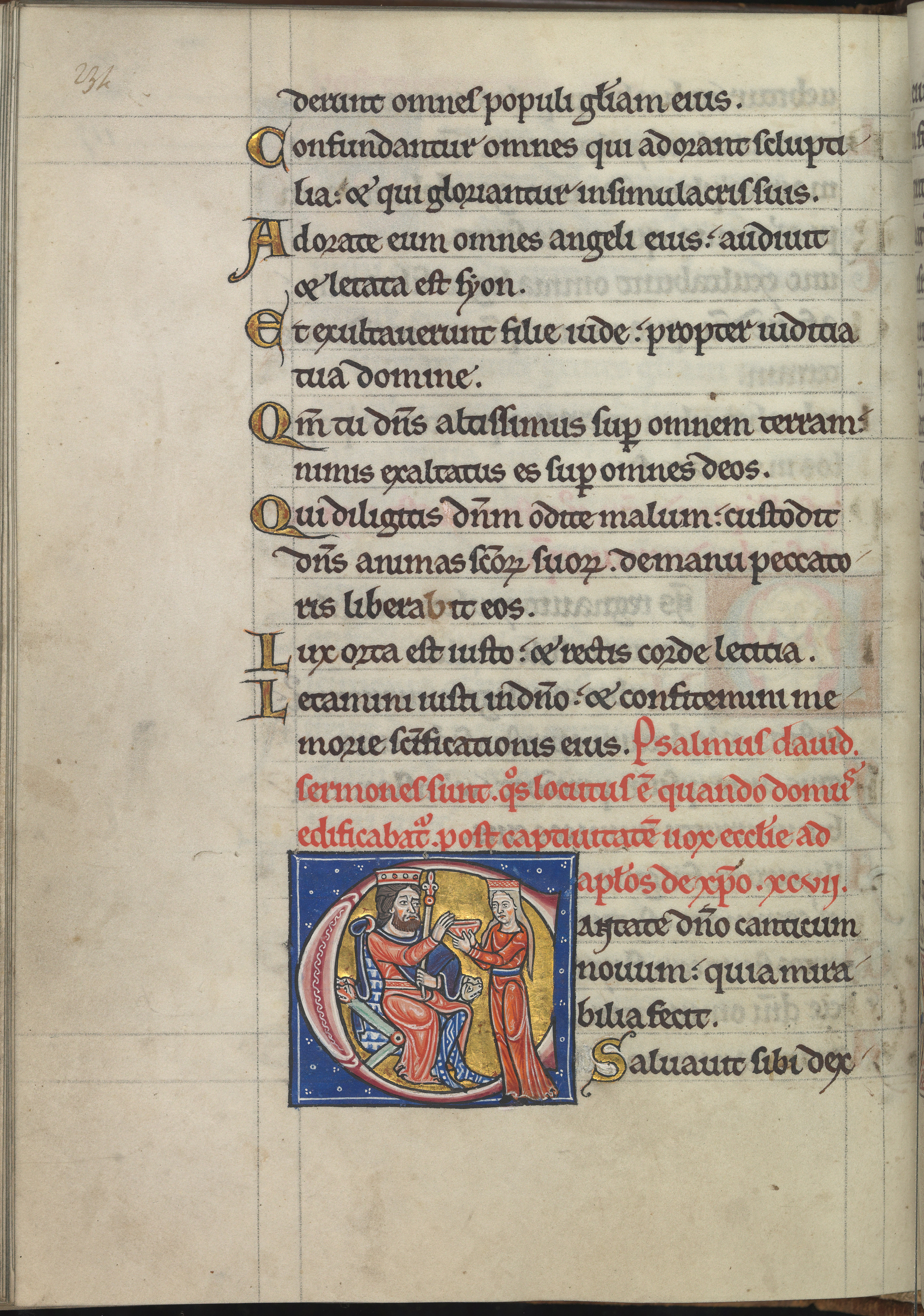
97-й псалом на листе из Псалтири Алиеоноры Аквитанской

Девяно́сто седьмо́й псало́м — 97-й псалом из книги Псалтирь (98-й в масоретской нумерации). Известен по латинскому инципиту Cantate Domino canticum novum, «Воспойте Господеви пѣснь нову».

## Краткая характеристика
Псалом представляет собой хвалебную и благодарственную песнь Богу за Его милость, которая описывается как ожидаемое, но пока ещё не пришедшее благо.

## Комментарий
Трудность представляют стихи 5—6, содержащие детали музыкального оформления богослужения:
| Септуагинта | Вульгата | Церковнославянский перевод | Синодальный перевод | Современный перевод РБО еврейского текста                                                                                       |
| --- | --- | --- | --- | --- |
| (5) Ψάλατε τῷ κυρίῳ ἐν κιθάρᾳ, ἐν κιθάρᾳ καὶ φωνῇ ψαλμοῦ (6) ἐν σάλπιγξιν ἐλαταῖς καὶ φωνῇ σάλπιγγος κερατίνης ἀλαλάξατε ἐνώπιον τοῦ βασιλέως κυρίου. | (5) Psallite Domino in cithara, in cithara et voce psalmi; (6) in tubis ductilibus et voce tubae corneae iubilate in conspectu regis Domini. | (5) Пойте Господеви въ гуслехъ, въ гуслехъ и гласѣ псаломстѣ; (6) въ трубахъ кованыхъ и гласомъ трубы рожаны: вострубите предъ Царемъ Господемъ. | (5) Пойте Господу с гуслями, с гуслями и с гласом псалмопения; (6) при звуке труб и рога торжествуйте пред Царем Господом. | (5) Пойте Господу под звуки арф, под звуки арф пойте, под музыку; (6) пойте под звуки труб и рога, ликуйте пред Царем Господом. |

Септуагинта и Вульгата дают здесь кифару (κιθάρα, cithara), церковнославянская Библия и Синодальный перевод — гусли, лютеранские, англиканские источники и многие современные светские переводы (в том числе РБО) — арфу (Harfe, harp). Под рогатой трубой (tuba cornea, σάλπιγξ κερατίνη) имеется в виду шофар; под «кованой» (изогнутой, чеканной), по всей вероятности,— обычная натуральная труба. «Звуком псалма» (φωνῇ ψαλμοῦ, voce psalmi) реферируется вокальная псалмодия. Таким образом, псалмопевец призывает славить Господа всеми возможными «музыкальными» способами, как игрой на струнных и духовых инструментах, так и пением (глагол ψάλλω означает и «петь» и «играть»).

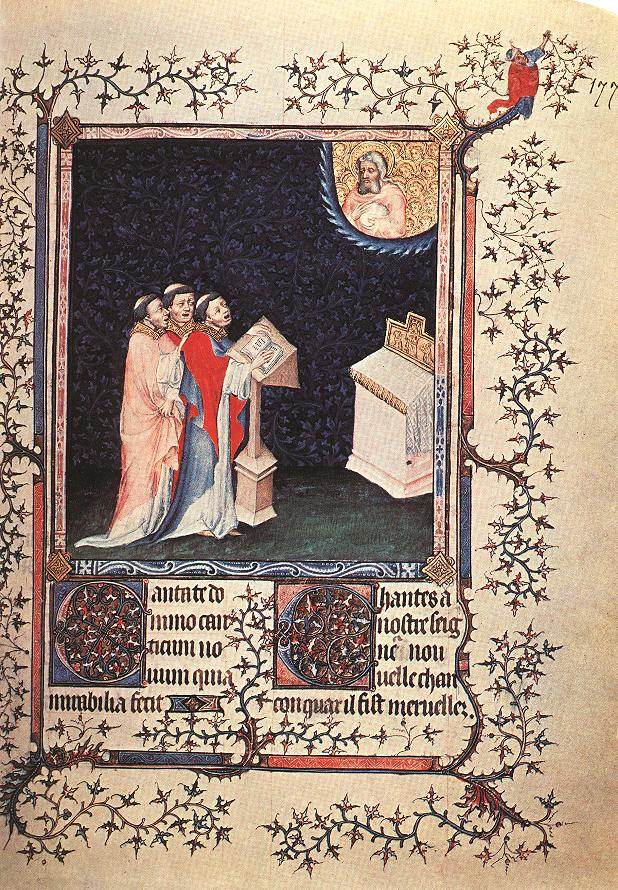
97-й палом в средневековой рукописи (Psalter of Duke Berry, 1380—1420)

## Рецепция в музыке
Третий стих лёг в основу известного (католического) градуала Viderunt omnes, который обрабатывали многие поколения средневековых композиторов, в том числе представители Школы Нотр-Дам (см. Перотин). Стихотворное переложение на английском языке Joy to the world — одна из самых популярных рождественских кэрол. Многие композиторы западноевропейского Ренессанса и Нового времени писали музыку на латинский текст 97-го псалма и в различных переводах, среди них К. де Сермизи (4-голосный мотет), О. Лассо (5-голосный мотет), А. Габриели (5-голосный мотет), К. Монтеверди (SV 292), Л. Хасслер (5-голосный мотет),М.-А.Шарпантье (H.176), Г. Шютц (SWV 196), Д. Букстехуде (кантата BuxWV 12), Г.Ф. Телеман (TWV 1:1345), А. Дворжак (в цикле "Библейские песни"), А. Пярт (1977; 2-я ред. 1996).

## Богослужебное использование
Православие
97-й псалом поют во время Великого поста, на утрени праздников Богоявления и Благовещения. Отдельные стихи псалма поют по разным случаям.
Иудаизм
Перед наступлением субботы, вечером (каббалат шаббат), каббалисты поют группу из шести псалмов, в которую входит 97-й псалом.
Католицизм
По уставу святого Бенедикта, 97-й псалом пели на утрени в субботу.